# スーパーマリオカート
『スーパーマリオカート』（Super Mario Kart）は、任天堂が1992年8月27日に発売したスーパーファミコン用ゲームソフト。マリオシリーズに登場するキャラクターがカートに乗ってレースやバトルを行うマリオカートシリーズの1作目。アメリカでは同年9月1日、ヨーロッパでは1993年1月21日に発売。
本作は日本国内におけるスーパーファミコン用ソフトで最高売り上げを記録した。

## ゲーム内容
アクセルやブレーキ、ハンドル操作のほか、小さくジャンプ（ミニジャンプ）したり、ドリフト走行ができる。また、スタートと同時に急加速する「ロケットスタート」がある。
コース中に落ちている「コイン」を拾うとスピードアップするが、「他のカートとの接触」「コースアウト」「アイテム攻撃」などで数枚のコインを失う。コインが無い状態で他のカートと接触すると、カートがスピンして一時的に止まってしまう。
「?マーク（アイテムパネル）」を踏むと、ルーレット形式でいずれかの「アイテム」を入手する。相手のカートを妨害する、自分のカートをパワーアップさせるなど、アイテムによって用途が異なる。
本作はシリーズ中唯一、1人プレイでもゲーム中の画面が上下2分割されている。これは2人でプレイすることを重視しているためである。

## プレイモード
マリオカートGP
8台のカートで競争を行い、コースごとの結果を積み重ねて総合優勝を目指す。プレイヤーが選択しなかったドライバーは敵として登場し、それぞれ専用のアイテムで妨害してくる。プレイヤーが4位以内でゴールすれば次のコースへ進めるが、5位以下だとカートを1つ失い、全て失うとゲームオーバーとなってしまう。

タイムアタック
コースを1台のみで走行し、いかに速くゴールできるかを目指す。完走すると直前の走行の様子をビデオ再生する「リプレイ」コマンドが現れ、条件を満たすとその走り方をそっくり再現する「ゴースト」が次回のタイムアタックから出現する。

VSマッチレース
プレイヤー2台で1つのコースを走り、相手より先にゴールすることを目指す。このモードでは妨害キャラクターとしてコース上に「キラー」が配置される。

バトルゲーム
専用のコースを走りながら、アイテムを使用した攻撃そのもので勝敗を競う。攻撃を受けるごとに風船が減り、先に相手の風船を全て割ったプレイヤーが勝者となる。

## 他機種版
| No. | タイトル                                      | 発売日                                   | 対応機種           | 開発元             | 発売元 | メディア                              | 備考                                                            |
| --- | --------------------------------------------- | ---------------------------------------- | ------------------ | ------------------ | ------ | ------------------------------------- | --------------------------------------------------------------- |
| 1   | スーパーマリオカート                          | 2009年6月9日 2009年11月23日 2010年4月2日 | Wii                | 任天堂情報開発本部 | 任天堂 | ダウンロード （バーチャルコンソール） |                                                                 |
| 2   | スーパーマリオカート                          | 2013年6月19日 2014年3月27日 2014年8月6日 | Wii U              | 任天堂情報開発本部 | 任天堂 | ダウンロード （バーチャルコンソール） |                                                                 |
| 3   | スーパーマリオカート                          | 2016年3月17日 2016年3月24日 2016年5月9日 | Newニンテンドー3DS | 任天堂情報開発本部 | 任天堂 | ダウンロード （バーチャルコンソール） |                                                                 |
| 4   | ニンテンドークラシックミニ スーパーファミコン | 2017年9月29日 2017年10月5日              | -                  | 任天堂             | 任天堂 | 内蔵ソフト                            |                                                                 |
| 5   | スーパーファミコン Nintendo Classics          | 2019年9月6日                             | Nintendo Switch    | 任天堂             | 任天堂 | ダウンロード                          | 2021年5月26日に特別版「フルコースでおもてなしバージョン」が配信 |

## 開発
本作は、プロデューサーの宮本茂、ディレクターの杉山直および紺野秀樹ら8人を中心に1年かけて開発された。
本作は「2人用の『F-ZERO』」を起点として、まず『F-ZERO』のマルチプレイ化の実験が行われたが、ハードの制約上、同作のような長い直線コースを2画面で表示することは不可能であることが判明した。そこで2画面の中に納まるよう、曲がりくねったコースデザインが設計され、必然的に速度の遅いカートレースが題材となった。コース設定に当たってはヤマハリゾート合歓の郷への取材が行われた。また、順位を競うレースのほか、2人で対戦できるコミュニケーションツールとして本作を考えていた紺野は、風船を割るアイデアが出てきたことが、バトルモードになったと述懐している。
キャラクターに関しては、初期の段階においてマリオを題材にすることは決まっておらず、運転手はつなぎを着てヘルメットをかぶった男性として描かれていたが、シルエットが共通しているため、後ろ姿での見分けがつかなくなるという欠点が判明した。そこで試しにマリオを乗せてみたところ見分けがつきやすくなったことから、マリオシリーズの世界観を取り入れることが決まった。さらに、マリオとルイージは色で見分けがつくことに加え、多様性を持たせることができるのも、決め手の一つとなった。そして後ろから見た時のわかりやすさを基準に他のキャラクターの選定も行われた。その中でドンキーコングJr.に関して、「Jr.」の方が採用された理由については、杉山と紺野はシャツを着用していることでのデザインのしやすさがあったのではと語っている。一方で宮本は1992年に発売された攻略本のインタビューにて「アーケードゲームとしての『ドンキーコングJR.』が10周年のアニバーサリーであったために起用した」と述べている。
初期案におけるCOMキャラクターの妨害アイテムは運転手に合わせてオイル缶にしていたが、運転手がマリオに変更されたのに伴い、COMキャラクターの妨害アイテムの多様化も図られ、たとえばドンキーコングJr.は好物の「バナナ」に変更された。ほか、前を走っているカートを撃ちたくなったことで、「コウラ」が生まれ、大逆転要素の一つとして「イナズマ」が生まれた。
作曲者は岡素世、阪東太郎。過去のスーパーマリオシリーズ作品のBGMはあまり使用されず、おばけ沼、クッパ城、スターによる無敵状態で流れるBGMを除いてオリジナルのものとなっている。
CM
発売当時のCMでは、マリオ達がレースをしているアニメーションが流れ、ゲーム中の映像は使用されなかった。ナレーションは広川太一郎が担当した。

### スタッフ
- エグゼクティブ・プロデューサー：山内溥
- プロデューサー：宮本茂
- プログラマー：木村真人、矢嶋肇、山本健二
- C.G.デザイナー：杉山直、森直樹
- サウンド・コンポーザー：岡素世、阪東太郎
- イラストレーター：小田部羊一、MIE YOSHIMURA、小泉歓晃
- マニュアル・エディター：手嶋敦史
- ディレクター：杉山直、紺野秀樹

## 評価
- ゲーム誌『ファミコン通信』の「クロスレビュー」では、8・9・8・7の合計32点（満40点）でゴールド殿堂入りを獲得[16]、レビュアーからの肯定的な意見としては、「『F-ZERO』のシミュレーター的味わいを薄め、ずっとゲーム寄りに仕上げている」、「キャラクターも個性がハッキリしてて◎」、「多くのフィーチャーを組み込んだおかげで、とても親切なゲームになっている」などと評されているが、否定的な意見としては、「好きに走れない分、イライラするなんて人もいる」、「シビアなバトルはあまり期待できない」、「『F-ZERO』ほどの衝撃はない」、「（F-ZEROと）どっちがいいかという比較は難しい」などと評されている[26]。

- ゲーム誌『ファミリーコンピュータMagazine』の読者投票による「ゲーム通信簿」での評価は以下の通りとなっており、24.57点（満30点）となっている[1]。この得点はスーパーファミコン全ソフトの中で14位（323本中、1993年時点）となっている[1]。また、同雑誌1993年8月情報号特別付録の「スーパーファミコンオールカタログ'93」では、「同じ任天堂のレースゲーム、『F-ZERO』にはなかった2人対戦モードができるようになったのが大きな魅力だ」と紹介されている[1]。その他、『SUPER FAMICOM Magazine』1993年8月情報号特別付録の「スーパーファミコンオールカタログ'93」巻末に収録されている「部門別ベスト30」では、キャラクタ12位、操作性17位、熱中度9位、お買い得度14位、オリジナリティ19位を獲得している[25]。

| 項目 | キャラクタ | 音楽 | 操作性 | 熱中度 | お買得度 | オリジナリティ | 総合  |
| 得点 | 4.45       | 3.85 | 4.00   | 4.34   | 3.88     | 4.05           | 24.57 |